# Pál Koppán
Jenö Pál Koppán (ur. 16 maja 1878 w Budapeszcie, zm. 31 sierpnia 1951 tamże) – węgierski lekkoatleta, olimpijczyk.
Uczestnik Letnich Igrzysk Olimpijskich 1900. Odpadł w eliminacjach biegów na 60 m, 100 m i 400 m. Wyniki Koppána w trójskoku i trójskoku z miejsca są nieznane. Wystartował także w trzech konkurencjach nieolimpijskich. Odniósł zwycięstwa w biegu na 400 m z handicapem i skoku w dal z handicapem. Poza tym odpadł w eliminacjach biegu na 100 m z handicapem.
Dwukrotny mistrz Węgier w biegu na 100 jardów (1897, 1901) i mistrz Austrii w biegu na 200 m (1900). Po zakończeniu kariery pracował jako policjant. Praktykę rozpoczął w 1907 roku. W 1934 roku odszedł na emeryturę, będąc wówczas naczelnikiem okręgu administracyjnego.
Rekordy życiowe: bieg na 100 jardów – 10,2 s (1898), bieg na 400 metrów – 54,5 s (1900), trójskok – 12,86 m (1899).